# سمكة الشجرة
سمك الشجر ( Sebastes serriceps ) هو نوع من شعاعيات الزعانف التي تنتمي إلى الفصيلة الفرعية ، وهي أسماك صخرية ، تنتمي لعائلةعقارب البحر ، موطنها شرق المحيط الهادئ .
تم العثور على سمك الشجر في شرق المحيط الهادئ على طول الساحل الغربي لأمريكا الشمالية من غريرو نيغرو في باها كاليفورنيا  شمالًا إلى سان فرانسيسكو ، كاليفورنيا . هو نوع من أسماك القاع يتراوح أعماق الغوض لديه من 5 إلى 90 م (16 إلى 295 قدم) . يمكن العثور عليها في المناطق الصخرية المكشوفة والمحمية وكذلك في غابات عشب البحر .